# DCL
Data Control Language (DCL) (Мова контролю даних) — комп'ютерна мова, також частина SQL, що використовуються в комп'ютерних програмах або користувачами баз даних для контролю доступу до даних в базах даних.
DCL командами є:
- GRANT (надати) — дозволити визначеним користувачам виконувати визначені маніпуляції
- REVOKE (скасувати) — скасувати надані права

Наступні дії можуть бути GRANTED TO або ж REVOKED FROM користувача чи ролі: CONNECT, SELECT, INSERT, UPDATE, DELETE, USAGE
В Oracle виконання DCL команди створює примусовий неявний commit, тобто завершення транзакції.
В PostgreSQL виконання DCL є частиною транзакції, що триває, та відповідно бути відкоченим (rolled back).